# Nguyễn Quang Thân
Nguyễn Quang Thân (1936 – 4/3/2017) là một nhà văn hiện đại Việt Nam, chuyên về truyện ngắn và tiểu thuyết, ông còn là một nhà viết kịch bản. Các bút danh khác là Song Ân, Hồng Nga.

## Tiểu sử
Ông sinh ngày 15 tháng 04 năm 1936 tại Sơn Lễ, Hương Sơn, Hà Tĩnh. Ông từng sinh sống ở Hải Phòng trong thời gian dài, sống tại Hà Nội từ năm 1996. Ông đã cùng gia đình chuyển vào sống tại Thành phố Hồ Chí Minh từ tháng 5 năm 2008.
Sau cơn đột quỵ, ông qua đời lúc 3h15 ngày 4 tháng 3 năm 2017.

## Tác phẩm chính

### Truyện ngắn
- Nước về, sáng tác năm 1957
- Hương đất, 1964
- Cô gái Triều Dương, 1967
- Ba người bạn, 1970
- Những người chinh phục, 1977
- Nếp gấp, 1978
- Những chùm các biển, 1979
- Người không đi cùng chuyến tàu, 1989
- Vũ điệu cái bô, 1991
- Hoa cho một đời, 1996
- Giao thừa trắng, 1996[2]
- Giữa những điều bình dị (Amongst and in the simple things) Tập truyện ngắn song ngữ ANH – VIỆT của Nguyễn Quang Thân do First News và Văn hóa Sài Gòn xuất bản 2007.

### Tiểu thuyết
- Lựa chọn, 1977 (Nhà xuất bản Phụ Nữ)
- Một thời hoa mẫu đơn, 1988 (Nhà xuất bản Tác phẩm Mới Hội Nhà Văn)
- Ngoài khơi miền đất hứa, 1990 (Nhà xuất bản Tác phẩm Mới Hội Nhà Văn) Bản dịch tiếng Pháp: "Au Large De La Terre Promise" do Kim Bayard Nhà xuất bản Philippe Picquier (Pháp) xuất bản năm 1997.
- Con ngựa Mãn Châu 1991 (Nhà xuất bản Hội Nhà Văn)
- Chú bé có tài mở khóa, 1983 Nhà xuất bản Kim Đồng, Hà Nội.[2] Tác phẩm được tái bản năm 2021 sau hơn 30 năm ra mắt.[3]
- Hội thề, 2009 Nhà xuất bản Phụ Nữ Hà Nội[4]

### Kịch bản
- Cây bạch đàn vô danh, 1993
- Hội thề, 2005

## Giải thưởng
- Giải chính thức văn học cho thiếu nhi của Hội nhà văn Việt Nam năm 1985 cho tác phẩm Chú bé có tài mở khóa[3]
- Giải nhì truyện ngắn báo Văn nghệ năm 1992 cho tác phẩm Vũ điệu cái bô[2]
- Giải A cuộc thi sáng tác kịch bản phim truyện lịch sử Thăng Long nhằm tìm ra kịch bản cho dự án phim kỷ niệm 1.000 năm Thăng Long với tác phẩm Hội thề[5]
- Giải A cuộc thi tiểu thuyết của Hội Nhà Văn Việt Nam lần thứ ba (2006 – 2009) với tác phẩm Hội thề và lần thứ nhất (2000-2002) với tác phẩm Con ngựa Mãn Châu

## Gia đình
Ông có ba người con với người vợ đầu, người vợ thứ hai hiện nay của ông là nữ nhà văn Dạ Ngân.